# Liste der Biografien/Stry
Liste der Biografien |
Portal Biografien |
Personensuche
# |
A |
B |
C |
D |
E |
F |
G |
H |
I |
J |
K |
L |
M |
N |
O |
P |
Q |
R |
S |
T |
U |
V |
W |
X |
Y |
Z |
?
 
Sa |
Sb |
Sc |
Sd |
Se |
Sf |
Sg |
Sh |
Si |
Sj |
Sk |
Sl |
Sm |
Sn |
So |
Sp |
Sq |
Sr |
Ss |
St |
Su |
Sv |
Sw |
Sy |
Sz
 
Sta |
Ste |
Sth |
Sti |
Stj |
Stl |
Sto |
Str |
Sts |
Stt |
Stu |
Stv |
Stw |
Sty
 
Stra |
Strb |
Stre |
Strg |
Stri |
Strl |
Strm |
Strn |
Stro |
Strp |
Stru |
Stry |
Strz
Die Liste der Biografien führt alle Personen auf, die in der deutschsprachigen Wikipedia einen Artikel haben. Dieses ist eine Teilliste mit 37 Einträgen von Personen, deren Namen mit den Buchstaben „Stry“ beginnt.

## Stry

### Stryb
- Strybing, Helene (1845–1926), deutsche Philanthropin

### Stryc
- Strycek, Volker (* 1957), deutscher Automobilrennfahrer und Manager
- Strycharski, Dominik (* 1975), polnischer Jazz- und Improvisationsmusiker (Blockflöte, Komposition)
- Strycker, Émile de (1907–1978), belgischer Klassischer Philologe und Jesuit
- Strýčková, Viktória (* 2001), slowakische Leichtathletin
- Strýcová, Barbora (* 1986), tschechische TennisspielerinBarbora Strýcová (* 1986)

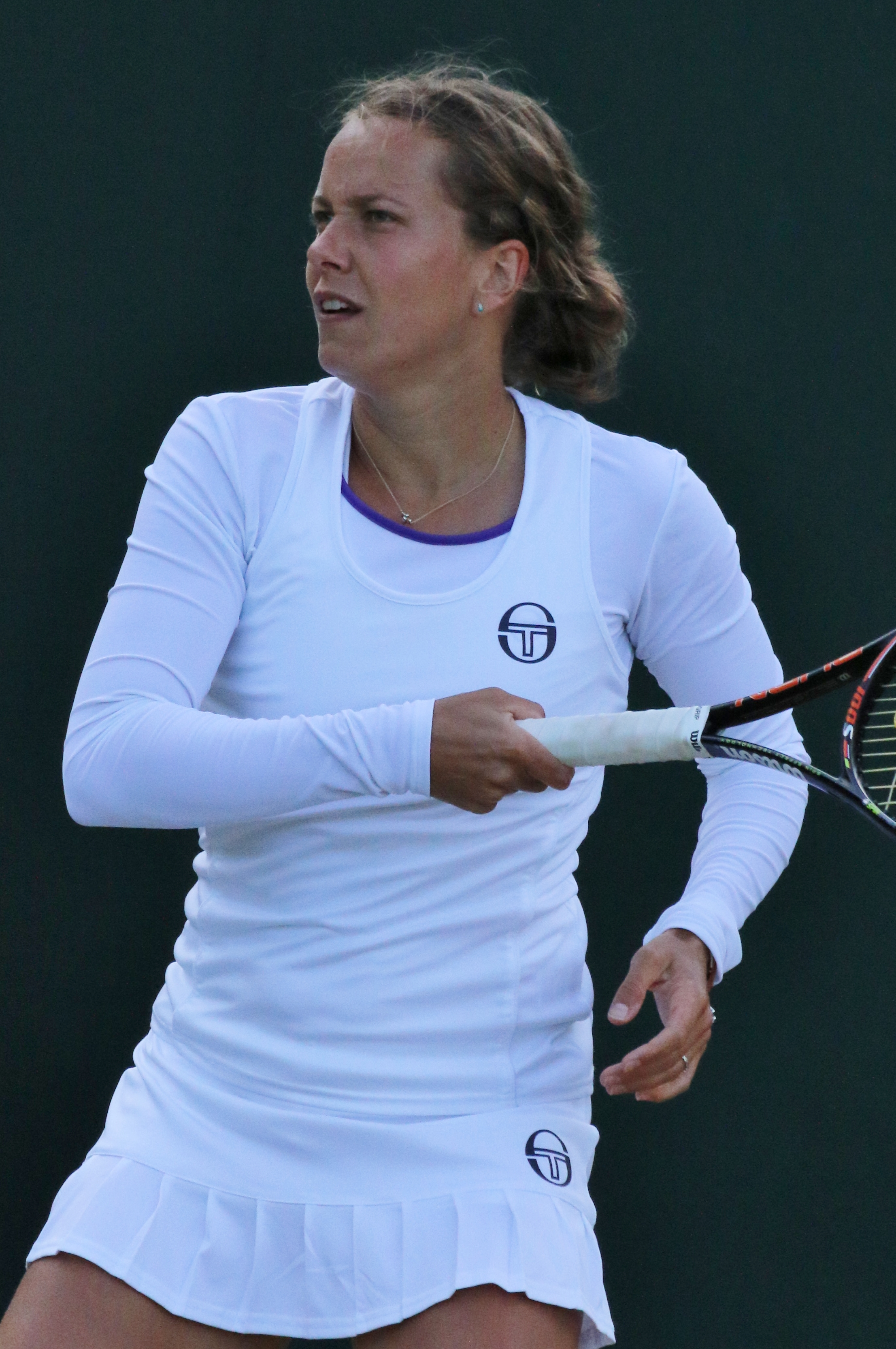
Barbora Strýcová (* 1986)

- Stryczek, Karl Heinz (1937–2018), deutscher Sänger der Stimmlage Bassbariton

### Stryd
- Stryder, Tinchy (* 1987), britischer Grime-Musiker
- Strydom, Hennie (* 1956), südafrikanischer Jurist
- Strydom, Johan (* 1938), namibischer Richter und Chief Justice
- Strydom, Jurgens (* 1987), namibischer Tennisspieler
- Strydom, Meike (* 2000), südafrikanische Kugelstoßerin

### Strye
- Stryer, Lubert (1938–2024), US-amerikanischer Biochemiker

### Stryg
- Stryger Larsen, Jens (* 1991), dänischer Fußballspieler
- Stryger, Søren (* 1975), dänischer Handballspieler

### Stryi
- Stryi, Wolfgang (1957–2005), deutscher Klarinettist, Saxophonist und Mitglied des Ensemble Modern

### Stryj
- Stryja, Karol (1915–1998), polnischer Dirigent
- Stryjek, Max (* 1996), polnischer Fußballtorhüter
- Stryjeńska, Zofia (1891–1976), polnische Malerin
- Stryjkówna, Bożena (* 1954), polnische Schauspielerin
- Stryjkowski, Julian (1905–1996), polnischer sozialistischer Journalist und Schriftsteller
- Stryjkowski, Maciej (1547–1593), polnischer Dichter, Historiker, Diplomat, Priester

### Stryk
- Stryk, Johann Samuel (1668–1715), deutscher Rechtswissenschaftler
- Stryk, Leonhard von (1834–1882), deutschbaltischer Historiker und Autor
- Stryk, Samuel (1640–1710), deutscher Jurist
- Stryken, Thomas (1894–1973), norwegischer Radrennfahrer
- Stryken, Thorstein (1900–1965), norwegischer Radrennfahrer
- Stryker, Bradley (* 1977), US-amerikanischer Schauspieler
- Stryker, Dave (* 1957), US-amerikanischer Jazzgitarrist
- Stryker, Jeff (* 1962), US-amerikanischer PornodarstellerJeff Stryker (* 1962)

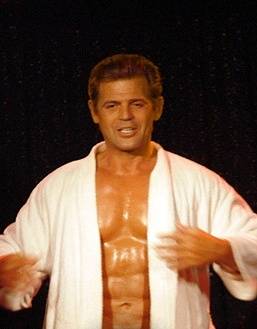
Jeff Stryker (* 1962)

- Stryker, Mark, US-amerikanischer Jazzautor und Journalist
- Stryker, Roy (1893–1975), amerikanischer Ökonom und Fotograf
- Stryker, Susan (* 1961), US-amerikanische Sozialwissenschaftlerin, Filmemacherin und Transgender-Aktivistin

### Strym
- Strympe, Gottfried (1924–1962), deutscher Straftäter, Justiz-Opfer in der DDR

### Stryo
- Stryowski, Wilhelm August (1834–1917), deutscher Maler in Danzig

### Stryp
- Stryprock, Johann II. († 1373), Bischof vom Ermland

### Stryz
- Stryzewski, Heinrich (1890–1964), deutscher Landrat in verschiedenen Landkreisen